# Église Saint-Julien-l'Hospitalier de Magnant
L'église Saint-Julien-l'Hospitalier est une église située à Magnant, en France.

## Description
Placée sous le vocable de Julien-l'Hospitalier, bâtie sur un plan de croix latine, elle a un porche du XIIe siècle, son abside et son transept sont eux du XVIe siècle.
Elle possède plusieurs verrières du XVIe siècle :
- La création, saint Claude avec donateur et donatrice et leurs patrons saint Jean et sainte Marguerite[3] ;
- Deux verrières dont un arbre de Jessé[4] ;
- Quatre verrières avec la légende du mauvais riche[5].

Une statuaire avec : 
- Saint Julien à cheval[6] en calcaire polychrome du XVIe siècle ;
- Une Marie à l'enfant Jésus[7] du XVIe siècle.

Un dalle funéraire de 1520 et celle de Nicolas Martinot de 1784.

## Localisation
L'église est située sur la commune de Magnant, dans le département français de l'Aube.

## Historique
L'église était le siège d'une paroisse ayant Fralignes comme succursale, du doyenné de Bar-sur-Seine et à la collation de l'évêque. L'abbaye de Montiéramey était décimatrice dès 1178.
L'édifice est inscrit au titre des monuments historiques en 1926.